# Adrianna Sułek
Adrianna Sułek (nascida em 3 de abril de 1999) é uma atleta polonesa que compete em eventos combinados [en]. Ela ganhou a medalha de prata no pentatlo no Campeonato Mundial Indoor de 2022. Ficou em quarto lugar no heptatlo no Campeonato Mundial de 2022 e conquistou pratas nos Campeonatos Europeus de 2022 e 2023. Foi a medalhista de bronze no heptatlo no Campeonato Mundial Sub-20 de 2018 e campeã europeia sub-23 em 2021. Sułek detém o recorde polonês tanto para o heptatlo quanto para o pentatlo.

## Vida
Foi criada por sua mãe, uma filóloga polonesa, em Ostromecko, perto de Bydgoszcz. Inicialmente, ela começou jogando vôlei e competiu em 2014 como atacante média no clube Pałac Bydgoszcz. Depois de receber um ultimato para jogar como líbero por causa de sua altura, ela mudou para o atletismo [en], competindo pelo Zawisza Bydgoszcz e treinada por Wiesław Czapiewski, que faleceu em 2019.
Sułek se formou na XI Sports High School em Bydgoszcz e, a partir de 2022, era estudante de Jornalismo e Comunicação Social na Universidade Maria Curie-Skłodowska em Lublin.